# کیان سلطانی
کیان سلطانی (Kian Soltani) (زاده ۱۳۷۱ در برگنز) موسیقیدان، نوازنده ویولنسل و کمانچه است.

## زندگی‌نامه
او متولد سوم ژوئن ۱۹۹۲ میلادی برابر با ۱۳ خرداد ۱۳۷۱ شمسی است. او فرزند فرزانه نوایی نوازنده هارپ و خسرو سلطانی نوازنده فاگوت و خاله او نیز فیروزه نوایی نوازنده فلوت است. وی از چهار سالگی نوازندگی ویولن سل را آغاز کرد و در سن ۱۲ سالگی تحصیلات خود را با ایوان مونیگتی در آکادمی موسیقی بازل آغاز کرد.
پسر خاله او پیام تقدسی (فرزند فیروزه نوایی و سعید تقدسی) نیز نوازنده ویولنسل است که با او همکاری هایی داشته است. 
او از سال ۲۰۱۷ قراردادی با دویچه گرامافون به امضا رسانده‌است و تا کنون چند سی دی با این انتشارات بزرگ جهانی روانه بازارهای بین‌المللی کرده‌است.

## جوایز
کیان سلطانی جایزه هنرمند جوان کردیت سوئیس (Credit Suisse) را در سال ۲۰۱۷ از جشنواره لوسرن، جایزه برنشتاین را از جشنواره شلسویگ-هولشتاین موزیک (Schleswig-Holstein Musik) در سال ۲۰۱۷ دریافت کرد و جایزه لوئیت پولد (Luitpold) از جشنواره تابستان کیسینجر (Kissinger Sommer) را در سال ۲۰۱۴ دریافت کرد. در سال ۲۰۱۳ ، او جایزه اول مسابقه پائولو چلو (Paulo Cello) را در هلسینکی، فنلاند دریافت کرد. وی همچنین برنده جایزه اول مسابقات بین المللی سل ویلیام کارل داویدوف در لتونی و مسابقات بین المللی ویولن سل استودیوی آنتونیو جانیگرو (Antonio Janigro) در کرواسی شده است. او در سال ۲۰۱۴ به عضویت بنیاد موزه آن سوفی موتر (ویلنیست بزرگ آلمانی) درآمد. کیان سلطانی با یک ویولنسل از آنتونیو استرادیواریوس می نوازد.